# Nagu
Naguⓘ (schwedisch; finnisch Nauvo) ist eine ehemalige Gemeinde und ein Kirchdorf im Schärenmeer vor der Südwestküste Finnlands. Zum Jahresbeginn 2009 schloss sich Nagu mit den Gemeinden Korpo, Houtskär und Iniö sowie der Stadt Pargas zur Stadt Väståboland zusammen, die am 1. Januar 2012 wiederum in Pargas (finnisch Parainen) umbenannt wurde.

Wappen der ehemaligen Gemeinde Nagu

Das Gebiet von Nagu wurde im Mittelalter von schwedischen Ackerbauern besiedelt. Anfang des 14. Jahrhunderts wurde Nagu zu einer Kapellengemeinde des Kirchspiels Pargas, gegen Ende desselben Jahrhunderts dann zu einem eigenständigen Kirchspiel.

## Geographie und Bevölkerung

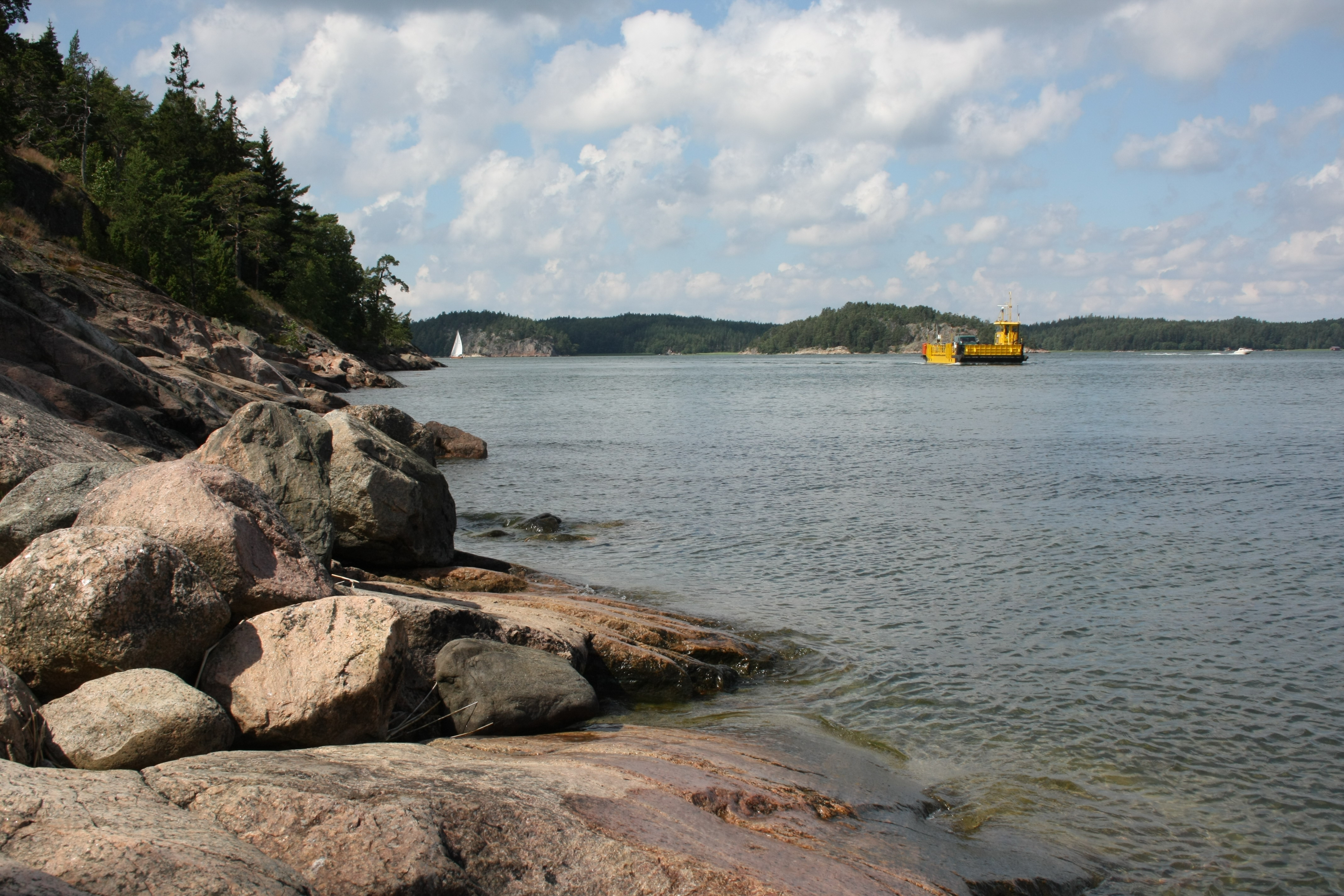
Schärengarten von Nagu

Das ehemalige Gemeindegebiet von Nagu liegt westlich von Pargas und östlich von Korpo und umfasst insgesamt über 3000 Schären und Klippen, die sich südlich von Turku in der Provinz von Westfinnland in der Region von Varsinais-Suomi befinden. Das Schärenmeer von Nagu ist Teil der weltweit größten Brackwasser-Inselgruppe mit etwa 100.000 Inseln, Schären und Klippen in der finnischen, estnischen und schwedischen Ostsee. Das gesamte Gemeindegebiet erstreckte sich über 1698,44 km², davon nur 250,63 km² Festland, d. h. weniger als 15 %.
2007 betrug die Einwohnerzahl der Gemeinde Nagu 1416, davon 69,8 % Finnlandschweden. Während der Sommermonate halten sich aber regelmäßig mehr als 10.000 weitere Personen dauerhaft in der Gegend auf.
Offiziell war die Gemeinde zweisprachig mit Schwedisch als Mehrheits- und Finnisch als Minderheitensprache.

## Infrastruktur und Verkehr

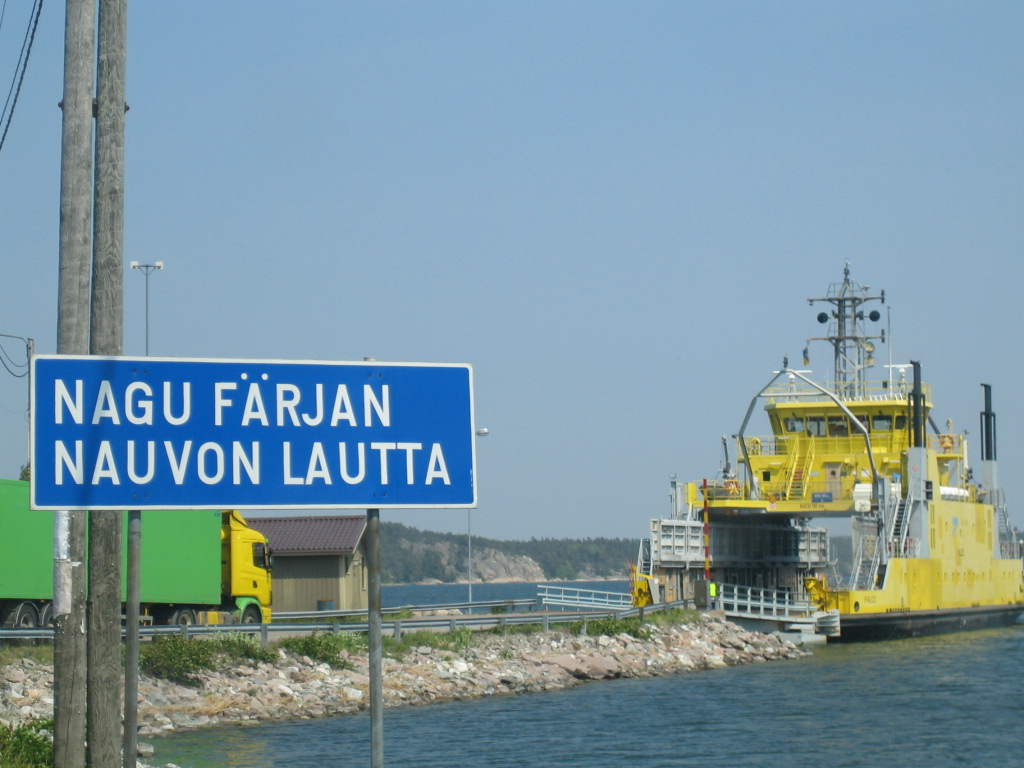
Autofähre zwischen Nagu und Pargas

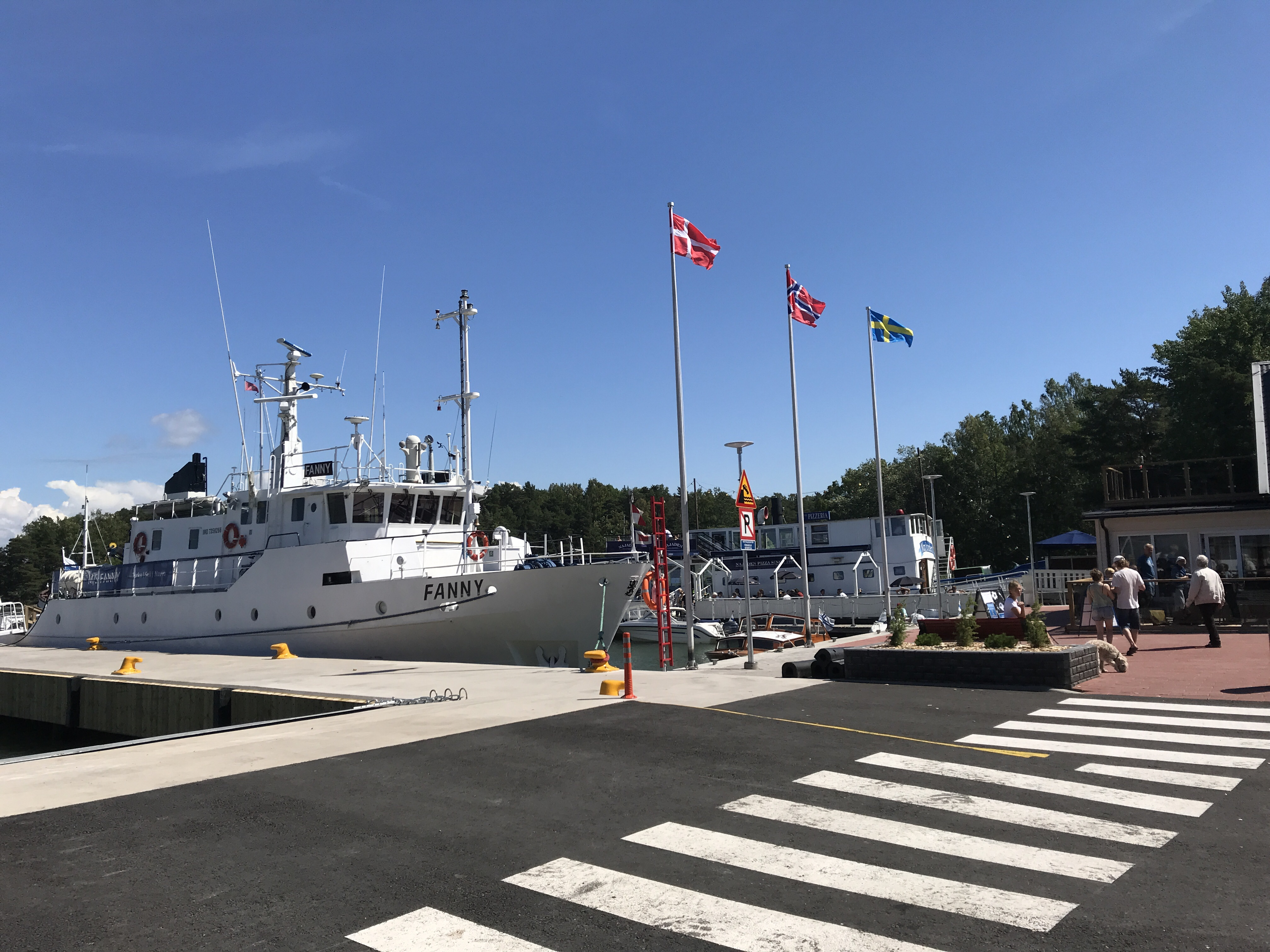
Hafen von Nagu

Der Ort Nagu liegt rund 35 Kilometer vor Turku auf der Insel Storlandet, andere wichtige Inseln sind Lillandet, Kirjais und Högsar. Die meisten Inseln im Schärengarten von Nagu werden durch ein Netzwerk von Landstraßen, Brücken und kostenlosen Autofähren miteinander verbunden. Ein Teil dieses Straßennetzes gehört zur Schärenringstraße, aber Fähren erreichen auch die abgelegenen Inseln im Süden, wo Nagu an die internationalen Gewässer der Ostsee grenzt. Die wichtigsten Anlegestellen für diese Linienboote liegen im Ortszentrum von Nagu, im Hafen auf der Ostseite der Insel Kirjais und im Hafen von Pärnäs im Westen der Hauptinsel von Storlandet.
Nagu ist eines der wichtigsten Zentren für Dienstleistung und Tourismus in der Region. An mehreren Orten im Schärengarten gibt es Sportboothäfen. Der größte dieser Häfen befindet sich im Ortszentrum von Nagu. Neben dem Hafen und einer Kirche aus dem 15. Jahrhundert gibt es im Ort zwei Lebensmittelgeschäfte, zwei Banken, Tankstellen für PKWs und Boote, eine Post, mehrere Hotels und eine große Anzahl von Restaurants und Souvenirläden. Letztere, sowie einige der Restaurants, sind nur während der Sommersaison geöffnet.
Das Ortszentrum von Nagu ist ein Knotenpunkt für Transporte und Reisen in das Schärenmeer. Die Regionalstraße 180 (Skärgärdsvägen), die Straßenverbindung zwischen dem Stadtgebiet von Turku und Pargas sowie den Inseln in diesem Teil des Schärenmeers, führt über die Hauptinseln und durch das Zentrum von Nagu hindurch nach Korpo und Houtskär sowie von Korpo weiter bis zu den Ålandinseln. Neben einer großen Anzahl von Brücken gibt es mehrere Fährverbindungen auf der Strecke. Um von Nagu nach Turku zu fahren, muss aber nur eine Fähre von Nagus Hauptinsel nach Pargas genommen werden. Die kostenlose Überfahrt dauert etwa acht Minuten. Die Autofähre Pargas–Nagu hat tagsüber stündlich zwei bis vier Abfahrten in beide Richtungen, nachts eine Abfahrt pro Stunde.
Vom Ortszentrum in Nagu gibt es täglich mehrere Busverbindungen in beide Richtungen (nach Turku und Houtskär). Der sogenannte Schärengarten-Bus verkehrt das gesamte Jahr.

## Sehenswürdigkeiten

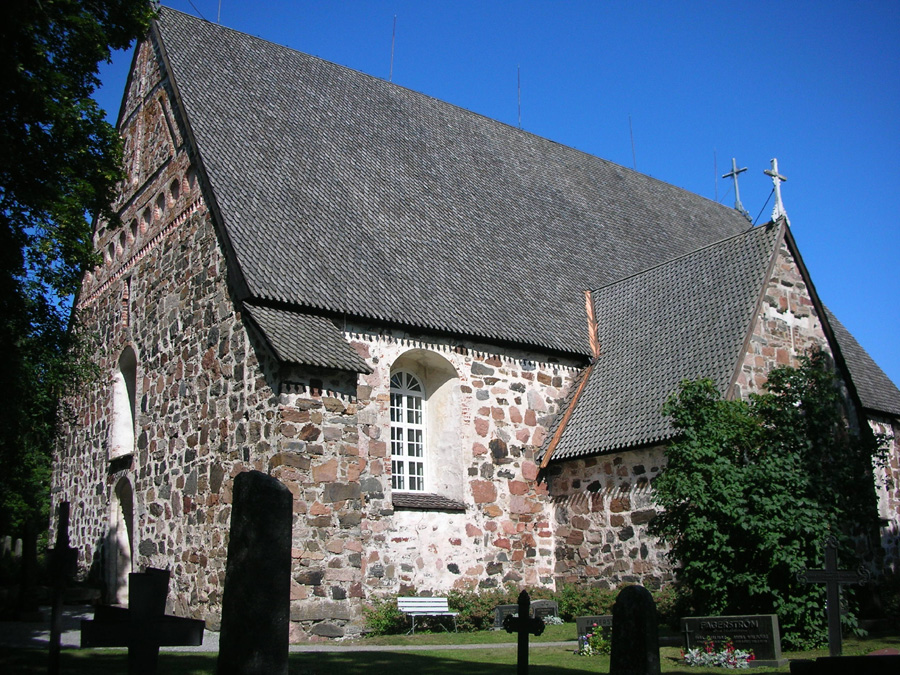
Die Feldsteinkirche von Nagu

Zu den wichtigsten Sehenswürdigkeiten im Ort Nagu gehört die zwischen 1430 und 1450 erbaute Feldsteinkirche, die im Zentrum des Ortes in Kyrkbacken (dt. „Kirchberg“) steht. Die Orgel aus dem Jahre 1791 wurde von Olof Schwan gebaut und ist die älteste in Finnland gespielte Orgel, die noch hauptsächlich aus Originalteilen besteht.
Sjöfartshuset (dt. „Seefahrtshaus“) bietet eine Ausstellung über die Geschichte der Seefahrt in Nagu seit dem 19. Jahrhundert. Der Gasthafen von Nagu ist bei Freizeitseglern sehr beliebt und wurde als „Hafen des Jahres“ 1984 ausgezeichnet.

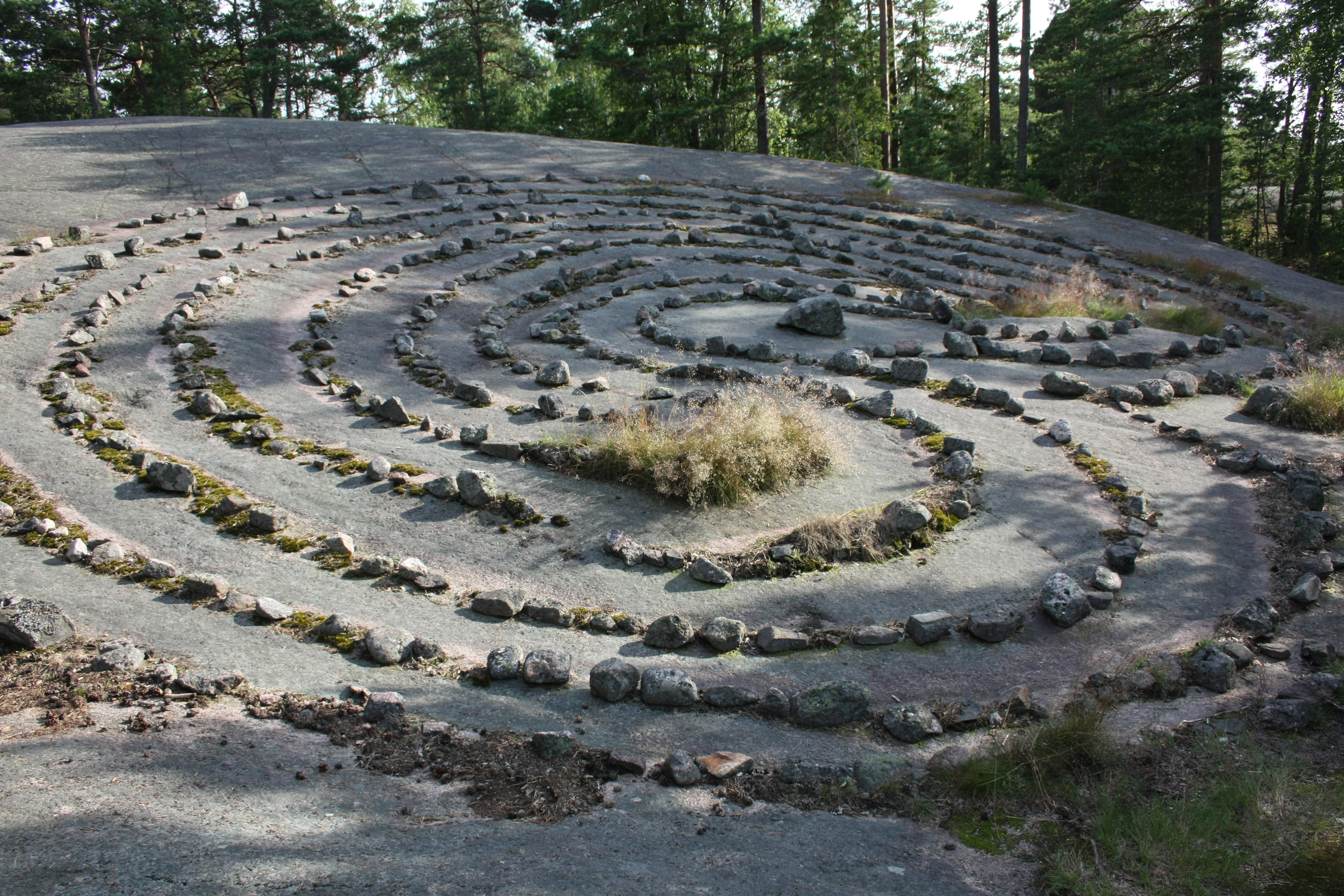
Trojaburg Jungfrudansen (dt. „Jungfrauentanz“)

Nagu-nalles egen stig (dt. „Nagu-Teddys Pfad“) ist ein Naturpfad für Familien mit kleinen Kindern im Wald direkt neben dem Ortszentrum von Nagu. Auf dem Pfad werden Figuren aus den populären Kinderbüchern der finnlandschwedischen Schriftstellerin Henrika Andersson gezeigt.
Westerholm Trail ist ein 3 km langer Kulturpfad mit Informationen über den Landschaftsmaler Victor Westerholm, der am Südhafen im Ortskern beginnt und durch die Wälder der nahegelegenen Insel Ernholm führt. Die Trojaburg von Finby liegt etwa 2 km vom Ortszentrum entfernt und kann zu Fuß auf einem markierten Spazierweg erreicht werden.
Im Norden von Nagu befindet sich die kleine Insel Själö (finn. Seili), die von etwa 1620 bis 1785 ein Verbannungsort für Leprakranke war. Bis 1962 waren im Spital von Själö geistig Behinderte untergebracht. Die Kirche von Själö wurde 1733 erbaut. Der Teil der Halle, in dem die nach Själö verbannten Leprakranken während des Gottesdienstes saßen, ist abgetrennt. Heute beherbergt die Insel eine biologische Forschungsstation der Universität Turku. Själö ist vom Hafen im Ortszentrum Nagu mit den Fähren M/S Östern (nur während der Hochsaison, kostenpflichtig) oder M/S Falkö (außerhalb der Hochsaison, kostenfrei) zu erreichen.

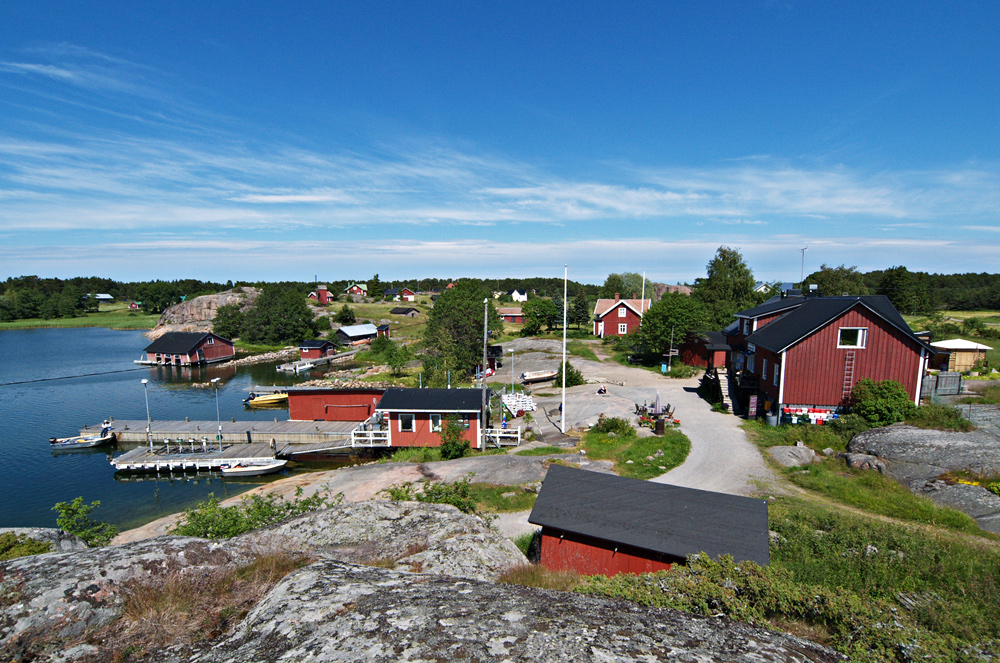
Die Insel Nötö

Nötö ist ein kleines Dorf auf der gleichnamigen Insel im Süden von Nagu. Das Dorf hat einen kleinen Gästehafen, einen Laden, Café und ein Bed & Breakfast. Auch auf der Insel Nötö gibt es eine sehenswerte Kirche, die von Gustaf Lucander dekorierte und am 2. Juli 1757 geweihte sogenannte Abrahamkapelle. Naturpfade führen unter anderem zu urzeitlichen Grabstätten.

## Nagu und Deutschland

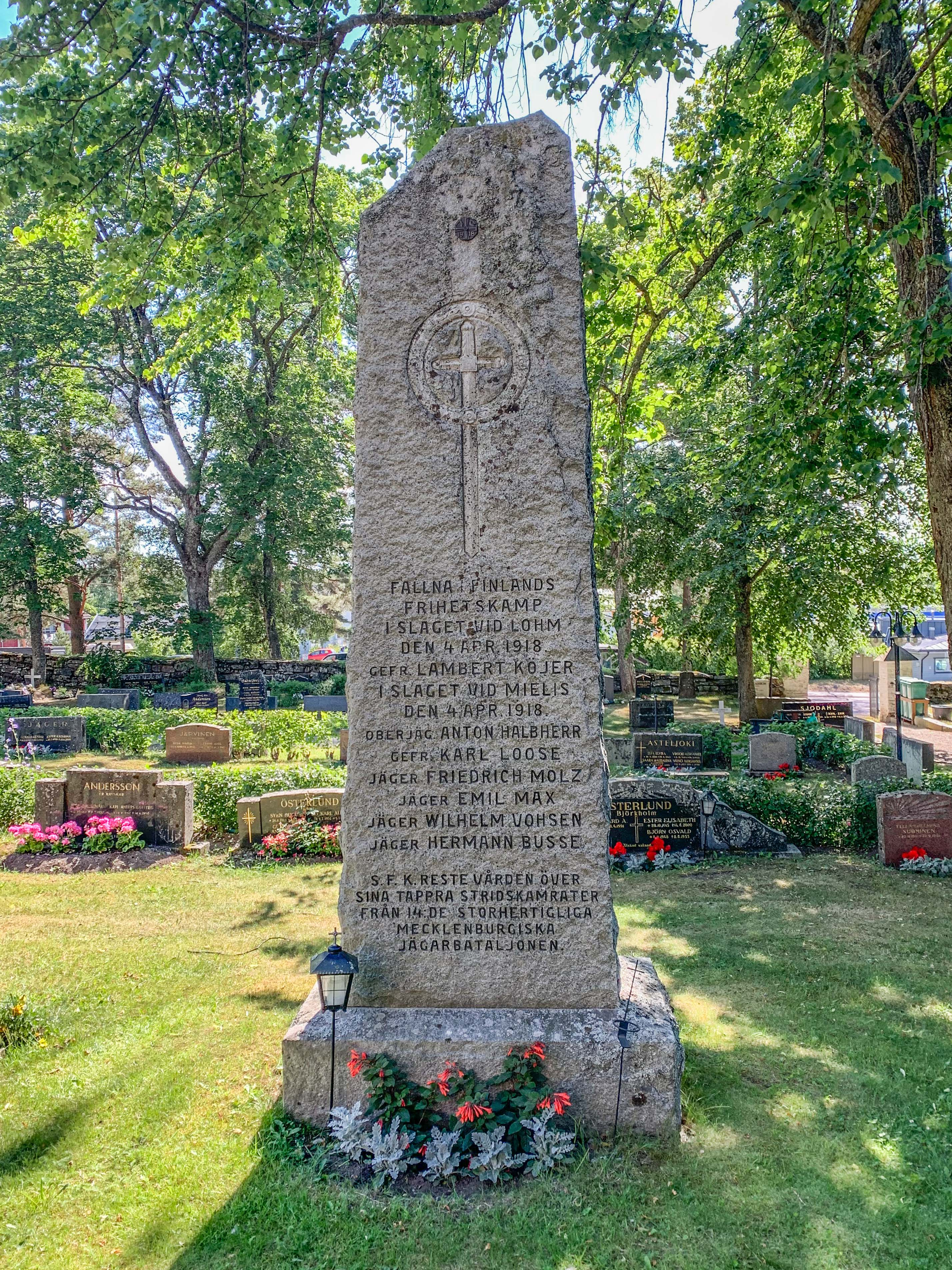
Denkmal auf dem Friedhof in Nagu, zu Ehren von sechs gefallenen deutschen Soldaten

Nagus Geschichte ist auch mit der Geschichte Deutschlands verbunden, das eine Rolle im finnischen Bürgerkrieg spielte. Auf dem Friedhof in Nagu steht ein Denkmal für sechs Deutsche, die Anfang April 1918 auf Seite der Weißen Armee fielen. Der Text des Grabsteins lautet in deutscher Übersetzung aus dem Schwedischen:

„Gefallene im Kampf für Finnlands Freiheit in der Schlacht bei Lohm am 4. April 1918: Gefr. Lambert Köjer; in der Schlacht bei Mielis am 4. April 1918: Oberjäg. Anton Halbherr, Gefr. Karl Loose, Jäger Friedrich Molz, Jäger Wilhelm Vohsen, Jäger Herrmann Busse. S.F.K. [d. h. Skärgårdens Frikår; dt. „Freikorps des Schärengartens“, einer Einheit der Weißen] errichtete das Denkmal für seine tapferen Kampfgefährten aus dem Großherzoglich Mecklenburgischen Jäger-Bataillon Nr. 14.“

Das Denkmal wurde am 11. Juli 1920 enthüllt, während ein Orchester Die Wacht am Rhein spielte, eine inoffizielle Nationalhymne des Deutschen Kaiserreichs.

## Bekannte Personen aus Nagu
- Gustaf Lucander (1743–1805), Kirchenmaler
- Edith Södergran (1892–1923), Schriftstellerin, stammt mütterlicherseits aus Nagu
- Victor Westerholm (1860–1919), Künstler
- Sandra Bergqvist (* 1980), Politikerin